# Коулман, Моник
Моник Коулман (англ. Monique Coleman; род. 13 ноября 1980) — американская актриса, танцовщица и певица.

## Биография
Моник родилась 13 ноября 1980 года в Оринджберге, Северная Каролина, США. Она начала сниматься на телевидении и играть в театре в очень раннем возрасте. Посещала Workshop Theatre School, сыграв во время обучения более чем в 15 пьесах. В 2002 году Моник окончила актёрский факультет университета Де Поля в Чикаго.
Коулман сыграла свою первую роль в кино в 1995 году в короткометражном фильме «Мать реки». В 2005 году Моник исполнила роль Лиши в телефильме канала Hallmark «Читальня» с Джеймсом Эрлом Джонсом в главной роли. Однако наибольшую известность Коулман получила благодаря роли Тейлор Маккесси в фильме «Классный мюзикл».
Коулман также снималась на телевидении. Она была приглашенным гостем в таких телесериалах как «Сильное лекарство», «Бостонская школа», «Девочки Гилмор», «10-8: Дежурные офицеры», «Малкольм в центре внимания», «Вероника Марс», «Кости» и других. Также актриса играла роль Мэри Маргарет в шести эпизодах сериала «Всё тип-топ, или Жизнь Зака и Коди».
В настоящее время проживает в Лос-Анджелесе.

## Фильмография
| Год       |     | Русское название                     | Оригинальное название                          | Роль             |
| --------- | --- | ------------------------------------ | ---------------------------------------------- | ---------------- |
| 1995      | кор | Мать реки                            | Mother of the River                            | Дофиме           |
| 1997      | тф  | —                                    | The Ditchdigger’s Daughters                    | юная Донна       |
| 2003      | с   | Сильное лекарство                    | Strong Medicine                                | Таня             |
| 2003—2004 | с   | Бостонская школа                     | Boston Public                                  | Молли            |
| 2004      | с   | Девочки Гилмор                       | Gilmore Girls                                  | Энди             |
| 2004      | с   | 10-8: Дежурные офицеры               | 10-8: Officers on Duty                         | Майя Барнс       |
| 2004      | с   | —                                    | Chris and Mary Fight                           | официантка       |
| 2004      | с   | Малкольм в центре внимания           | Malcolm in the Middle                          | Андреа           |
| 2004      | с   | Шоу Методмена и Редмена              | Method & Red                                   | <vcenter>н/д     |
| 2005      | с   | Вероника Марс                        | Veronica Mars                                  | Габриэль Поллард |
| 2005      | тф  | Читальня                             | The Reading Room                               | Лиша             |
| 2005—2006 | с   | Всё тип-топ, или Жизнь Зака и Коди   | The Suite Life of Zack & Cody                  | Мэри Маргарет    |
| 2006      | тф  | Классный мюзикл                      | High School Musical                            | Тейлор Маккесси  |
| 2006      | кор | Онлайн                               | Online                                         | Джесси           |
| 2007      | тф  | Классный мюзикл: Каникулы            | High School Musical 2                          | Тейлор Маккесси  |
| 2008      | тф  | Классный мюзикл: Выпускной           | High School Musical 3: Senior Year             | Тейлор Маккесси  |
| 2008      | кор | —                                    | Order                                          | н/д              |
| 2009      | с   | Кости                                | Bones                                          | Бекка Хеджепет   |
| 2010      | мс  | Шоу Кливленда                        | The Cleveland Show                             | Фонтейша         |
| 2014      | с   | —                                    | Downtown Girls                                 | Морган           |
| 2014      | ф   | Освободите соски                     | Free the Nipple                                | Роз              |
| 2015      | ф   | Те, кого нельзя целовать             | Naomi and Ely’s No Kiss List                   | Робин            |
| 2015      | с   | Сшиватели                            | Stitchers                                      | Соларис          |
| 2015      | с   | —                                    | The Fourth Door                                | Лейн             |
| 2016      | с   | —                                    | Miranda’s Rights                               | Эмили Эллисон    |
| 2016      | с   | Опять все сначала                    | Here We Go Again                               | Кайла            |
| 2016      | кор | —                                    | Distortion                                     | женщина          |
| 2017      | ф   | Моя безумная семья                   | We Are Family                                  | Элиз             |
| 2017      | с   | —                                    | Guidance                                       | Катина Ховард    |
| 2017      | ф   | —                                    | The Outdoorsman                                | Джен             |
| 2018      | ф   | Падшая звезда                        | Broken Star                                    | Энни             |
| 2019      | тф  | Чей-то ребенок: История Реджины Луиз | I Am Somebody’s Child: The Regina Louise Story | мисс Льюис       |
| 2019      | кор | —                                    | Real. Live. Girl.                              | Сэм              |
| 2019      | с   | —                                    | The Nightmare Tapes                            | Долорес Уокер    |
| 2020      | тф  | —                                    | Steppin’ Back to Love                          | Эйприл           |
| 2020      | ф   | —                                    | Phobias                                        | Натали           |
| 2020      | кор | —                                    | GraceLand                                      | н/д              |